# Šenžen
Šenžen (kitajsko: 深圳, pinjin Shēnzhèn, mandarinska izgovorjava [ʂə́n.ʈʂə̂n] ()) je velemesto na jugu Kitajske, ki stoji na vzhodnem bregu estuarija Biserne reke v kitajski provinci Guangdong. Na jugu meji na Hong Kong, na severu na Dongguan in na vzhodu na Huizhou. S približno 17,5 milijona prebivalci (po podatkih za leto 2020) je za Šanghajem in Pekingom tretje največje kitajsko mesto. Skupaj s sosednjimi mesti v okolici estuarija tvori velikansko metropolitansko območje, ki je po oceni Svetovne banke z več kot 100 milijoni prebivalcev največje urbano območje na svetu.
Še pred dvema stoletjema, v obdobju po opijskih vojnah, je bil Šenžen majhna ribiška vasica na meji Britanskega Hong Konga. Rasti je pričel z izgradnjo železnice med Kowloonom in Guangdžovom (Cantonom) in leta 1979 pridobil status mesta. V zgodnjih 1980. letih ga je vlada Denga Šjaopinga v sklopu obsežnih gospodarskih reform imenovala za prvo posebno gospodarsko območje, kar je pritegnilo vlagatelje in množično priseljevanje. V tridesetih letih eksplozivnega razvoja je Šenžen postal pomembno središče tehnologije, mednarodne trgovine in financ.
Mesto je zdaj širše znano zlasti po visokotehnološki industriji, s podjetji, kot so Huawei, Tencent in DJI. Poleg tega je eno najpomembnejših finančnih središč v državi  in ima četrto najprometnejše kontejnersko pristanišče na svetu. Po merilih Globalization and World Cities Research Network je alfa globalno mesto.